# Ertzica morosella
Ertzica morosella är en fjärilsart som beskrevs av Walker 1863. Ertzica morosella ingår i släktet Ertzica och familjen mott. Inga underarter finns listade i Catalogue of Life.